# 氣旋盧班
特強氣旋風暴盧班（英語：Very Severe Cyclonic Storm Luban），部分媒體譯作盧班，是2018年北印度洋氣旋季中自5月的氣旋薩迦和梅庫努後第三個影響阿拉伯半島的熱帶氣旋。「盧班」一名由阿曼提供，在阿拉伯語上意指乳香。魯班在10月6日於阿拉伯海中部發展而成，並在大部分時間內維持大致西北偏西的路徑。10月10日，印度氣象局將魯班升級為特強氣旋風暴——相當於一級颶風——估計最大持續風速為每小時140公里。風暴在10月14日以氣旋風暴標準在也門東部登陸。風暴在阿拉伯半島的乾燥及多山的地形上迅速減弱，其後在10月15日消散。
在登陸後，氣旋盧班在索馬里、阿曼和也門產生暴雨。當暴雨切斷村莊對外通道和令道路受損時，氣旋在也門造成14人死亡。該國的損失估計為10億美元。在阿曼，沙漠降雨導致小蝗蟲爆發。盧班與孟加拉灣的特強氣旋風暴提特里共存，這是自1977年以來首次在北印度洋同時出現兩股相當強度的風暴。

## 氣象歷史
10月4日，一高層低氣壓在阿拉伯海東南部持續發展。當天，總部位於美國的聯合颱風警報中心首次提到印度西南方的一個較為分散的對流區，而根據熱帶氣旋預報模型的預測，該區有潛在的熱帶氣旋發展。對流系統位於溫暖的阿拉伯海且低風切變的區域。環流慢慢變得更加清晰，在10月5日發展成一低氣壓區。10月6日，印度氣象局將該系統歸類為阿拉伯海第四號低氣壓。一天後，該機構將系統升級為深低氣壓。10月8日，印度氣象局將其進一步升級為氣旋風暴盧班。當天，聯合颱風警報中心發佈有關盧班的公告，並將其命名為第五號熱帶氣旋。
在聯合颱風警報中心開始發佈公告後，盧班的雨帶圍着一持續發展雷暴中心區域的四周旋轉，北方有良好的流出。隨著時間的推移，環流變得更清晰，在北方的副熱帶高壓脊影響下大致向西北偏西移動。隨著雷暴繼續在環流中爆發，印度氣象局在10月9日將盧班升級為強烈氣旋風暴。一天后，印度氣象局將盧班進一步升級為特強氣旋風暴，最大持續風速至少達每小時120公里，相當於颶風標準。盧班與特強氣旋風暴提特里共存，這是自1977年以來首次在北印度洋同時出現兩股相當強度的風暴。聯合颱風警報中心也在10月10日將魯班升至相當強度，並留意到風暴發展出眼狀特徵。印度氣象局和聯合颱風警報中心均估計盧班的最高風速達每小時140公里。他們還預測，風暴將繼續其整體路徑並吹襲阿拉伯半島。
盧班陷入兩道高壓脊之間，緩慢地移向阿拉伯半島。其移動緩慢引發上升流，令海水冷卻，從而令氣旋在其他有利的條件下減弱。中央核心的對流有所減少並限制在環流通的東側。10月13日，中心的雷暴活動有所增加，表明風暴稍為再次加強。受到較冷的海水和較低的空氣溫度影響，盧班在靠近陸地時再次減弱。大約10月14日上午6時，盧班以風力時速75公里在蓋達以南約30公里的也門東部登陸。風暴在乾燥且多山的地形上迅速減弱，在10月15日退化為結構良好的低氣壓。

## 防災措施、影響及善後工作
印度氣象局建議漁民不要進入阿拉伯海和亞丁灣的深水區。阿曼的官員關閉學校，並建議在風暴路徑上的居民避免前往低窪地區。隨著盧班登陸，風暴在阿曼南部降下暴雨，導致山洪暴發。達爾克歐徹（Dalkout）報告24小時總降水量為145毫米，而塞拉萊則為138毫米。降雨在沙丘之間形成臨時湖泊，令小蝗蟲爆發。在風暴中心南方，盧班的外圍雨帶在索馬里邦特蘭帶來降雨。
氣旋盧班在也門內戰和霍亂爆發期間吹襲該國。由於預計魯班將會登陸，聯合國人口基金向也門沿岸地區運送1,250個快速應對包。醫療隊也前往該區，隨時準備協助風暴災民。魯班在登陸時帶來暴雨，蓋達的雨量達到290毫米；當地陣風亦達到時速102公里。魯班在也門造成約10億美元的損失，並在馬哈拉省造成最嚴重的影響，當地大約90％的基礎設施遭破壞。風暴在全國造成14人死亡、124人受傷，另有10人失蹤。魯班令大約有8,000人無家可歸。風暴迫使2,203個家庭離開家園，並使用38所學校為避難所。洪水沖走數以千計的牲畜，並破壞也門的沿海公路和橋樑，阻礙救援工作。泥濘路被沖走，七個村莊和大約3000人被隔離。尼什屯港在風暴期間關閉，但在隨後數週內再次開放。在馬西拉，洪水破壞或摧毀62所房屋。風暴吹襲基什恩區的醫院，迫使所有工人撤離，並至少關閉設施一周。風暴破壞蓋達約90％的電網。水井被摧毀後，許多地區無法得到潔淨的水。在沙特阿拉伯派出直升機的幫助下，也門紅新月會開展搜索和救援任務。
在風暴的善後工作中，各種政府和非政府組織向受盧班影響的居民提供應急物資。國王薩勒曼救濟中心從亞丁派出兩輛卡車到受影響最嚴重的地區，分發帳篷、毯子和床墊。阿曼慈善組織向也門東部運送七輛卡車，並提供食品和其他物資。世界衛生組織發送三噸醫療用品，包括霍亂、瘧疾和一般創傷的藥盒。風暴吹襲後大約10天，阿拉伯聯合酋長國紅新月會在清理瓦礫並修復泥濘路後重新連接七個村莊。馬哈拉省為修復公共設施撥款20億也門里亞爾（約225萬美元）。